# Јурњава за мотором
„Јурњава за мотором“ је југословенски филм из 1959. године. Режирао га је Бранко Мајер, а сценарио је писао Славко Колар.

## Улоге
| Глумац            | Улога |
| ----------------- | ----- |
| Аугуст Чилић      |       |
| Мирослав Чрљенец  |       |
| Звонимир Ференчић |       |
| Соња Лихтер       |       |
| Младен Шермент    |       |
| Иван Шубић        |       |

Комплетна филмска екипа  ▼
| Редитељ              | Бранко Мајер      |         |
| Сценариста           | Славко Колар      | (писац) |
| Композитор           | Анђелко Клобучар  |         |
| Директор фотографије | Октавијан Милетић |         |
| Монтажер             | Катја Мајер       |         |